# Мод-Деран
Мод-Деран је сингл плоча новосадске групе Лабораторија звука. Изашао је 1980. године у издању Југотона. Осим насловне нумере на страни А, на страни Б је песма Ска-Кавац јој заш'о у рукавац, који је био огроман хит.

## Занимљивости
Песма Ска-Кавац јој заш'о у рукавац се у другом аранжману нашао на албуму Невиност 1986. године. Неки делови текста су преузети из збирке песама Вука Караџића.